# 甜茅黑粉菌
甜茅黑粉菌（学名：Ustilago filiformis）是属于黑粉菌目黑粉菌科黑粉菌属的一种真菌，寄生在甜茅属上。该种分布于中国、印度、丹麦、挪威、瑞典、芬兰、爱沙尼亚、拉脱维亚、俄罗斯、波兰、德国、奥地利、法国、匈牙利、瑞士、荷兰、英国、西班牙、意大利、南斯拉夫、罗马尼亚、保加利亚、加拿大、美国、阿根廷等地。